# Jorge Mario Madrigal Silva
Jorge Mario Madrigal Silva (Tijuana, Baja California, 22 de octubre de 1986) es un político mexicano. Del 2003 al 2018 se desempeñó como Director del Instituto Municipal para la Juventud de Tijuana. y contiende como aspirante a diputado local del Distrito VIII por el Partido Revolucionario Institucional.

## Educación y trayectoria
Hijo de Mario Madrigal, secretario general del sindicato de trabajadores de los casinos Caliente. En el 2006 ingresó a la Licenciatura en Derecho en la Universidad Autónoma de Baja California donde fue Presidente de la Sociedad de alumnos de dicha facultad y posteriormente, en el año 2015, comenzó la Licenciatura en Psicología de la Universidad Metropolotina de Agua Caliente. 
Desde el 2010 ha sido militante activo del Partido Revolucionario Institucional en donde se ha desempeñado como coordinador juvenil de la campaña de Jorge Astiazarán, (2013), consejero político a nivel nacional, como coordinador juvenil y municipal de la campaña presidencial de Enrique Peña Nieto en Tijuana], así como consejero estatal del PRI en Baja California.